# Gary Brabham
 Gary Brabham  va ser un pilot de curses automobilístiques australià que va arribar a disputar curses de la Fórmula 1.
Va néixer el 29 de març del 1961 a Wimbledon, Londres, Anglaterra. Era fill del famós pilot australià i ex-campió de la F1 Jack Brabham.

## A la F1
Gary Brabham va debutar a la primera cursa de la temporada 1990 (la 41a temporada de la història) del campionat del món de la Fórmula 1, disputant l'11 de març del 1990 el G.P. dels Estats Units al circuit de Phoenix.
Va participar en un total de dues curses puntuables pel campionat de la F1, disputades ambdues a la 1990, no aconseguint classificar-se per disputar cap cursa i no assolí cap punt pel campionat del món de pilots.

## Resultats a la Fórmula 1
| Any  | Equip               | Xassís | Motor | 1       | 2       | 3   | 4   | 5   | 6   | 7   | 8   | 9   | 10  | 11  | 12  | 13  | 14  | 15  | 16  | Posició | Punts |
| ---- | ------------------- | ------ | ----- | ------- | ------- | --- | --- | --- | --- | --- | --- | --- | --- | --- | --- | --- | --- | --- | --- | ------- | ----- |
| 1990 | Life Racing Engines | Life   | Life  | USA NVQ | BRA NVQ | SMR | MON | CAN | MEX | FRA | GBR | ALE | HON | BEL | ITA | POR | ESP | JAP | AUS | -       | 0     |

### Resum
| Curses: | Victòries: | Pòdiums: | Poles: | Voltes ràpides: | Punts: |
| ------- | ---------- | -------- | ------ | --------------- | ------ |
| 2 (0)   | 0          | 0        | 0      | 0               | 0      |